# Guwahati Masters
Das Guwahati Masters ist eine offene internationale Meisterschaft von Indien im Badminton. Das Turnier wurde erstmals im Dezember 2023 ausgetragen und hat den BWF-Status einer BWF Tour Super 100.

## Die Sieger
| Saison | Herreneinzel              | Dameneinzel      | Herrendoppel                    | Damendoppel                     | Mixed                  |
| ------ | ------------------------- | ---------------- | ------------------------------- | ------------------------------- | ---------------------- |
| 2023   | Yohanes Saut Marcellyno   | Lalinrat Chaiwan | Choong Hon Jian Muhammad Haikal | Tanisha Crasto Ashwini Ponnappa | Terry Hee Tan Wei Han  |
| 2024   | Sathish Kumar Karunakaran | Cai Yanyan       | Chia Weijie Lwi Sheng Hao       | Tanisha Crasto Ashwini Ponnappa | Zhang Hanyu Bao Lijing |